# Горелов, Фёдор Иванович
Фёдор Иванович Горелов (1867—1931) — русский военачальник, генерал-лейтенант.

## Биография
Родился 11 августа 1867 года в православной дворянской семье. Казак станицы Старочеркасской Донской области. Сын офицера Войска Донского — Горелова Ивана Ивановича.
Образование получил во Владимирском Киевском кадетском корпусе. В военную службу вступил 30 августа 1885 года.
Окончил Михайловское артиллерийское училище и был выпущен в комплект Донских казачьих конно-артиллерийских батарей. Хорунжий (ст. 11.08.1886). Сотник (ст. 03.10.1890). На 27 мая 1894 года находился в том же чине в 18-й Донской конно-артиллерийской батарее.
Окончил Михайловскую артиллерийскую академию (1894; по 1-му разряду). Подъесаул (пр. 27.05.1894; ст. 27.05.1894). Переименован в штабс-капитаны армии (ст. 27.05.1894), а позже — в поручики гвардии (ст. 27.05.1894).
Помощник делопроизводителя заведующего канцелярией артиллерийского комитета ГАУ (с 01.02.1895-08.09.1897). Штабс-капитан (ст. 06.12.1896). Младший делопроизводитель канцелярии артиллерийского комитета ГАУ (08.09.1897-06.07.1902). Капитан (ст. 06.12.1900).
Командир 6-й батареи 14-й артиллерийской бригады (04.07.1902-18.11.1904). Подполковник, начальник 1-го Кавказского учебного артиллерийского полигона с 06.12.1905 по 18.01.1909.
Полковник (пр. 1905; ст. 06.12.1905; за отличие). Командир 1-го дивизиона 33-й артиллерийской бригады (18.01.1909-31.10.1912). На 1 марта 1914 года состоял в том же чине и бригаде.
Участник Первой мировой войны. Командующий 70-й артиллерийской бригадой 70-й пехотной дивизии (1914—1916).
Генерал-майор (пр. 03.03.1915; ст. 25.07.1914; за отличие) с утверждением в должности. Исполняющий должность инспектора артиллерии 14-го армейского корпуса (с 12.05.1916). Генерал-лейтенант (1917). Начальник артиллерии Войска Донского с 18 июня по 9 октября 1917 года.
После Октябрьской революции — участник Белого движения.
После Гражданской войны в России находился в эмиграции в Югославии. В 1926 году был участником Российского Зарубежного съезда в Париже — делегатом от Русского комитета в Югославии.
Умер в Крагуеваце (Югославия) 11 июня 1931 года. Похоронен рядом с могилой своей жены Софьи Павловны (ум. 7 августа 1925).

## Награды
- Награждён орденом Св. Георгия 4-й степени (1 июня 1915).
- Также награждён орденами Св. Станислава 2-й степени (1905); Св. Анны 2-й степени (1908); Св. Владимира 4-й степени (1911); Св. Владимира 3-й степени с мечами (1915); Св. Станислава 1-й степени с мечами (06.12.1915).